# ひさご塚古墳
ひさご塚古墳（ひさごづかこふん）は、長崎県東彼杵郡東彼杵町にある古墳。墳形は前方後円墳。ひょうたん塚とも呼ばれる。1950年（昭和25年）4月10日に「彼杵の古墳（そのぎのこふん）」の名称で長崎県指定史跡に指定された。

## 概要
古墳時代中期にあたる5世紀前半に築造された前方後円墳で、長崎県内最大級の規模を持つ。
現在は、道の駅彼杵の荘に隣接する「歴史公園 彼杵の荘」内にある。復元が行われたため、完全な形の前方後円墳を見学することができる。また、同公園内の歴史民俗資料館に副葬品などが展示されている。